# Nelson McCormick
Pour les articles homonymes, voir McCormick.
Nelson McCormick est un réalisateur et producteur américain.

## Filmographie

### Réalisateur
- 1995 : HBO First Look (1 épisode)
- 1995 : P.C.H.
- 1996 : For Which He Stands
- 1999 : Monster Island
- 1999 : Silence coupable
- 2000 : Opération Sandman
- 2000-2001 : Sheena (2 épisodes)
- 2000-2002 : V.I.P. (7 épisodes)
- 2001-2005 : New York 911 (11 épisodes)
- 2002 : New York Police Blues (1 épisode)
- 2002 : Hôpital San Francisco (2 épisodes)
- 2002-2003 : Alias (2 épisodes)
- 2002-2006 : Urgences (6 épisodes)
- 2003 : Control Factor
- 2003 : Les Experts (1 épisode)
- 2003-2006 : Nip/Tuck (4 épisodes)
- 2004-2005 : Cold Case : Affaires classées (2 épisodes)
- 2005 : Dr House (1 épisode)
- 2005 : Over There (2 épisodes)
- 2005 : Global Frequency
- 2005-2006 : À la Maison-Blanche (2 épisodes)
- 2005-2009 : 'Les Experts : Manhattan (2 épisodes)
- 2006 : The Evidence : Les Preuves du crime (2 épisodes)
- 2006 : Vanished (1 épisode)
- 2006-2011 : The Closer : L.A. enquêtes prioritaires (7 épisodes)
- 2007 : Kidnapped (1 épisode)
- 2007 : Dossier Smith (1 épisode)
- 2007 : The Nine : 52 heures en enfer (1 épisode)
- 2007-2008 : Prison Break (2 épisodes)
- 2008 : Le Bal de l'horreur
- 2009 : Trust Me (1 épisode)
- 2009 : Le Beau-père
- 2009-2012 : Southland (8 épisodes)
- 2009-2012 : Esprits criminels (4 épisodes)
- 2010 : 24 heures chrono (2 épisodes)
- 2010-2011 : Rizzoli and Isles (2 épisodes)
- 2010-2015 : The Good Wife (4 épisodes)
- 2011 : Terra Nova (2 épisodes)
- 2011-2012 : Body of Proof (4 épisodes)
- 2012 : Longmire (1 épisode)
- 2012 : Boss (1 épisode)
- 2012-2013 : Touch (6 épisodes)
- 2013 : Killing Kennedy
- 2014 : Gang Related (3 épisodes)
- 2014-2015 : State of Affairs (2 épisodes)
- 2015 : Daredevil (1 épisode)
- 2015 : Nashville (1 épisode)
- 2015 : Aquarius (1 épisode)
- 2015 : The Last Ship (1 épisode)
- 2015 : Proof (1 épisode)
- 2015 : Flesh and Bone (1 épisode)
- 2015 : The Man in the High Castle (1 épisode)

### Producteur
- 1995 : HBO First Look (1 épisode)
- 2005 : Over There (13 épisodes)
- 2006 : The Evidence : Les Preuves du crime (8 épisodes)
- 2013 : Touch (13 épisodes)
- 2014 : Gang Related (2 épisodes)
- 2015 : Guilt by Association

### Scénariste
- 1995 : Judgement
- 2000 : Opération Sandman